# Thamnaconus septentrionalis
Thamnaconus septentrionalis es una especie de peces de la familia Monacanthidae en el orden de los Tetraodontiformes.

## Morfología
Los machos pueden llegar alcanzar los 23 cm de longitud total.

## Hábitat
Es un pez de mar y de clima templado y demersal

## Distribución geográfica
Se encuentran en Sudáfrica, el Japón, el Mar Amarillo, el Mar de la China Oriental y el Mar de la China Meridional.

## Observaciones
Es inofensivo para los humanos.